# Michaił Jegorow (polityk)
Michaił Wasiljewicz Jegorow (ros. Михаил Васильевич Егоров, ur. 4 stycznia?/17 stycznia 1907 w Gatczynie, zm. 27 maja 2000 w Moskwie) – radziecki polityk i wojskowy, wiceadmirał, minister przemysłu stoczniowego ZSRR (1976–1984), Bohater Pracy Socjalistycznej (1963).

## Życiorys
W 1930 skończył wojskowo-morską szkołę inżynieryjną im. Dzierżyńskiego, pracował jako inżynier mechanik we Flocie Bałtyckiej, od sierpnia 1938 szef wydziału Centralnego Instytutu Naukowo-Badawczego nr 45 w Leningradzie. Od 1938 należał do WKP(b), od 1939 pracował w Ludowym Komisariacie/Ministerstwie Przemysłu Stoczniowego ZSRR, od 1940 szef 5 Głównego Zarządu tego komisariatu, od listopada 1946 główny inżynier, od grudnia 1948 szef 5 Głównego Ministerstwa Przemysłu Stoczniowego ZSRR. Od 3 listopada 1951 inżynier kontradmirał, od kwietnia 1953 wiceminister budowy maszyn transportowych i ciężkich ZSRR, od kwietnia 1955 wiceminister przemysłu stoczniowego ZSRR, od stycznia 1958 I zastępca przewodniczącego Państwowego Komitetu ds. Budowy Okrętów przy Radzie Ministrów ZSRR. Od 13 kwietnia 1964 inżynier wiceadmirał, od marca 1965 do lipca 1976 I zastępca ministra, a od 19 lipca 1976 do 9 stycznia 1984 minister przemysłu stoczniowego ZSRR, w latach 1981–1986 członek KC KPZR. Deputowany do Rady Najwyższej ZSRR od IX do XI kadencji. Od 1978 honorowy obywatel Siewierodwińska.

## Odznaczenia i nagrody
- Medal Sierp i Młot Bohatera Pracy Socjalistycznej (28 kwietnia 1963)
- Order Lenina (sześciokrotnie – 29 marca 1939, 15 listopada 1950, 28 kwietnia 1963, 6 kwietnia 1970, 14 stycznia 1977 i 2 lutego 1984)
- Order Rewolucji Październikowej (4 grudnia 1974)
- Order Czerwonego Sztandaru (dwukrotnie – 10 listopada 1945 i 30 grudnia 1956)
- Order Wojny Ojczyźnianej I klasy (8 lipca 1945)
- Order Czerwonego Sztandaru Pracy (dwukrotnie – 23 lipca 1959 i 25 lipca 1966)
- Order Czerwonej Gwiazdy (dwukrotnie – 31 marca 1944 i 3 listopada 1944)
- Nagroda Leninowska (1981)

I medale.